# Équipe du Ghana de football
Cet article traite de l'équipe masculine. Pour l'équipe féminine, voir Équipe du Ghana de football féminin.
Maillots
Actualités
L'équipe du Ghana de football créée en 1957 , est l'équipe nationale qui représente le Ghana dans les compétitions internationales masculines de football, sous l'égide de la Fédération ghanéenne de football. Elle consiste en une sélection des meilleurs joueurs ghanéen. Les internationaux ghanéens sont surnommés les Black Stars , Le Ghana a remporté la Coupe d'Afrique des nations à quatre reprises en 1963, 1965, 1978 et 1982 le Ghana détient par ailleurs un triste record. Celui du plus grand nombre d’échecs en finale de la compétition, avec 5 défaites dans la toute dernière ligne droite tout comme le Nigeria (Ghana Football Association).
Le Ghana a remporté la Coupe d'Afrique des nations à quatre reprises en 1963, 1965, 1978 et 1982, et détient en 2014 le record du nombre de finales disputées (8). Les Black Stars en français : « Les étoiles noires » ont participé à quatre phases finales de Coupe du monde, en 2006, en 2010 où ils atteignent les quarts de finale, en 2014 et 2022.
Parmi les joueurs de football ayant marqué l'histoire de la sélection, Abedi Pelé, trois fois vainqueur du Ballon d'or africain en 1991, 1992 et 1993, est généralement considéré comme le plus grand.

## Histoire

### Les débuts de la sélection
Le football est introduit en Côte-de-l'Or, colonie britannique, à la fin du XIXe siècle, par des marins et expatriés britanniques. Un club est lancé à Cape Coast dès 1903, le Hearts of Oak Sporting Club en 1911. La Gold Coast Football Association, fondée en 1920, organise un championnat à Accra, dont douze éditions se tiennent jusqu'en 1953.
Le 28 mai 1950 la Fédération organise avec celle du Nigeria, fondée en 1945, une première confrontation entre les deux sélections nationales. Il s'agit du premier match international officiel de la Côte-de-l'Or, qui l'emporte à domicile un but à zéro. Cette date a une valeur symbolique en raison de la situation politique des deux nations, aucune n'ayant encore obtenu son indépendance du Royaume-Uni (le Ghana l'obtiendra le 6 mars 1957 et le Nigeria le 1er octobre 1960). Cela n'empêche pas les deux sélections de se disputer chaque année à partir de 1951 et jusqu'en 1959 la Coupe Jalco. La « Côte-de-l'Or » l'emporte quatre fois, le Nigeria cinq. En 1955, la Côte-de-l'Or l'emporte 7 buts à 0, ce qui reste aujourd'hui la plus lourde défaite de la sélection nigériane.
La Fédération du Ghana de football (alors la Ghana Amateur Football Association) voit le jour en 1957, l'année de l'indépendance. Elle devient membre dès 1958 de la Fédération internationale de football association (FIFA) et de la Confédération africaine de football (CAF), ce qui permet à sa sélection de prendre part aux compétitions internationales. Pour encadrer sa sélection, elle embauche l'Anglais George Ainsley, qui reste deux ans.

### Une grande puissance du football africain (1962-1970)
Vainqueurs de la dernière édition de la Jalco Cup en 1959, le Ghana reste détenteur du trophée. Le tournoi est remplacé par un tournoi régional réunissant les sélections d'Afrique de l'Ouest, la Nkrumah Gold Cup, créée à l'initiative de la Fédération ghanéenne et Kwame Nkrumah, 1er président élu du Ghana en 1960, qui voit le football un moyen de diffuser ses principes panafricanistes. Le Ghana est remporte les trois éditions qui se sont achevées, en février 1960 (victoire en finale sur le Sierra Leone, 6-2), en octobre 1960 (victoire en finale face au Nigeria, pays hôte, 3-0) et en mars 1963 (victoire en finale face au Mali, 4-0). Entre 1961 et 1967, le Ghana dispute avec le Nigeria un nouveau trophée, la Azikiwe Cup, dont il remporte les cinq éditions.
Le Ghana fait ses débuts en éliminatoires des grands tournois internationaux en août 1960, lors des tours préliminaires à la Coupe du monde 1962. La sélection écarte au premier tour le Nigeria (4-1, 2-2) mais s'incline ensuite face au Maroc (0-0, 0-1). En avril 1961 elle retrouve au premier tour des éliminatoires de la Coupe d'Afrique des nations (CAN) son rival privilégié, le Nigeria : après deux matchs nuls (0-0, 2-2), le Ghana est éliminé de la course après tirage au sort.
Sous la direction de Charles Gyamfi, les Ghanéens participent finalement à leur première phase finale lors de édition suivante de la Coupe d'Afrique, en 1963, en qualité de pays organisateur. Ils passent le premier tour après un match nul face à la Tunisie (1-1) et une victoire sur l'Éthiopie (2-0) et se qualifient ainsi pour la finale, organisée à Accra. Pour cette première, le Ghana ouvre son palmarès grâce à une victoire 3-0 contre le Soudan,.
La sélection ghanéenne se qualifie ensuite à ses premiers Jeux olympiques en 1964, organisés à Tokyo au Japon, après avoir écarté le Liberia puis la Tunisie. La compétition est alors réservée aux joueurs officiellement amateurs. Après un nul contre l'Argentine (1-1) et une victoire arrachée sur le pays-hôte (3-2), le Ghana s'incline en quart de finale face à l'Égypte, alors nommée « République arabe unie » (1-5), puis en tour de consolation face à la Roumanie (2-4).
Le Ghana est qualifié en tant que tenant du titre à la Coupe d'Afrique 1965. Les protégés de Gyamfi impressionnent et conservent leur titre en remportant leurs trois matchs de la phase finale, dont la finale à Tunis contre la sélection-hôte, après prolongation (3-2),. Quelques jours plus tard, le 12 décembre 1965, le Ghana signe la plus large victoire de son histoire contre le Kenya 13-0. Début 1966, les « Black Stars » du Ghana perdent leur plus grand supporter, le président Kwame Nkrumah, renversé par un coup d’État militaire.
De nouveau qualifié pour la Coupe d'Afrique en tant que tenant du titre, il prend part à l'édition 1968 en Éthiopie, sort en tête de sa poule, écarte la Côte d'Ivoire en demi-finale (4-3 après prolongations) mais perd son titre devant le Congo Kinshasa (0-1), qu'il avait pourtant battu au premier tour,. L'été suivant, la sélection fait son retour aux Jeux olympiques, à Mexico, à la suite du forfait du Maroc qui refuse d'affronter Israël. Battus pour leur entrée en lice par les Israéliens (3-5), après un match particulièrement violent, puis tenus en échec par la Hongrie, futur vainqueur du tournoi, et le Salvador, les Ghanéens sont cette fois éliminés au premier tour.

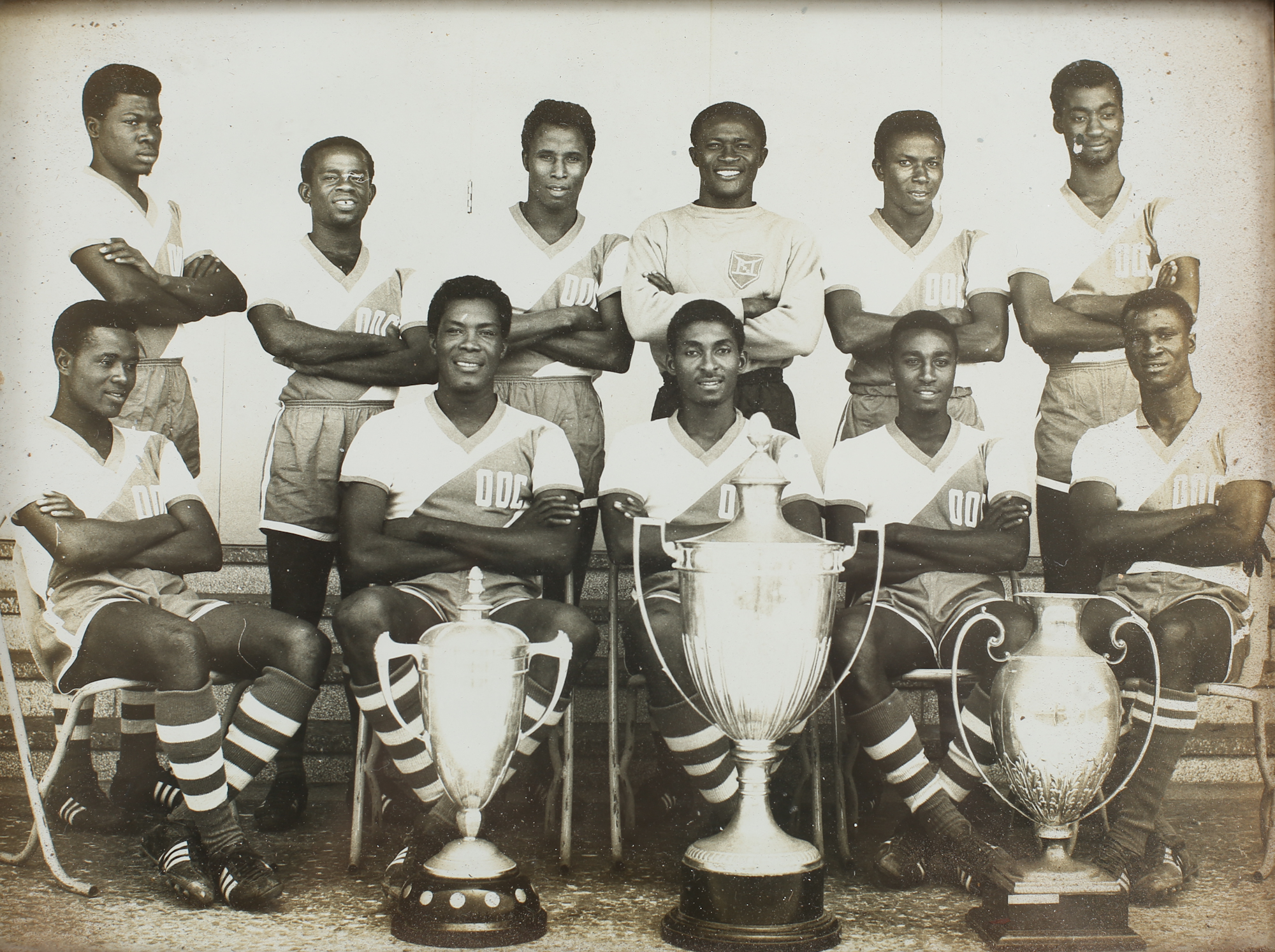
La sélection ghanéenne devant ses trophées dans les années 1960.

En 1970, le Ghana atteint pour la quatrième fois d'affilée la finale de la Coupe d'Afrique, mais s'y incline face au Soudan (0-1), pays-hôte, au bout d'un match dont l'arbitrage prête à polémique,.
Le Ghana, en accord avec d'autres pays membres de la CAF, a boycotté les tours préliminaires à la Coupe du monde 1966 en raison de la trop faible place laissée aux sélections africaines par la FIFA,. Quatre ans plus tard, le Ghana est éliminé de la course par le Nigeria (1-2, 1-1).

### Chute et renouveau à la fin des années 1970
Après une belle décennie au sommet de la hiérarchie africaine, la sélection du Ghana marque le pas au début des années 1970, malgré la victoire du Asante Kotoko de Kumasi en Coupe d'Afrique des clubs champions en 1970 et l'éclosion - éphémère - d'Ibrahim Sunday, vainqueur du Ballon d'or africain en 1971. Alors qu'elle reste sur quatre finales d'affilée, la sélection ne parvient même pas à se qualifier aux phases finales des Coupes d'Afrique de 1972, 1974 et 1976. Les Ghanéens sont éliminés respectivement par le Togo (0-0, 0-1), la Côte d'Ivoire (0-3, 0-1) et le Maroc (2-0, 0-2, défaite aux tirs au but). Logiquement il en va de même lors des tours préliminaires à la Coupe du monde de football 1974, avec une élimination au tour final face au Zaïre (1-0, 1-4), puis lors de ceux du mondial 1978, dont le Ghana est éliminé d'entrée par la Guinée. La sélection parvient seulement à se qualifier aux Jeux olympiques de 1972 mais y récolte trois sévères défaites dès le premier tour, notamment face à la Pologne, futur médaillé d'or (0-4). Le pays boycottera par contre les deux éditions suivantes des JO, en 1976 et 1980, malgré la qualification de la sélection.
Le Ghana fait son retour en Coupe d'Afrique en 1978, en tant que pays organisateur. Emmenés par Karim Abdul Razak, son Golden Boy, les Ghanéens devancent au premier tour la Zambie (1-0), le Nigeria (1-1) et la Haute-Volta (3-0), écartent la Tunisie en demi-finale (1-0) et remportent finalement leur troisième titre continental grâce à une victoire en finale contre l'Ouganda (2-0, doublé d'Opoku Afriyie),. Abdul Razak remporte en fin d'année le Ballon d'or africain.
À la CAN de 1980, tenue au Nigeria, le Ghana, qualifié en tant que tenant du titre, est éliminé au premier tour. Tenu en échec par l'Algérie puis vainqueur de la Guinée, le Ghana est sorti après une défaite lors du match décisif face au Maroc (0-1). Quelques mois plus tard, la fédération se retire des tours préliminaires à la Coupe du monde de football 1982, après le tirage au sort.
Cet échec est pardonné deux ans plus tard lors de la CAN en Libye. Le Ghana, emmené par Opoku Nti, arrache pour son entrée en lice le match nul face à la sélection-hôte, poussée par tout un pays et le régime (2-2), tient en échec le Cameroun (0-0) et se qualifie pour la suite en battant la Tunisie (1-0). Après une victoire en prolongation sur l'Algérie (3-2), les Ghanéens l'emportent en finale aux tirs au but contre la sélection-hôte,. C'est le 4e succès en CAN des Black Stars.

### L'infructueuse génération Abedi Pelé (1983-1998)
Malgré la couronne continentale de 1982, et les succès annuels dans la nouvelle Coupe d'Afrique de l'Ouest, la décennie qui suit est particulièrement rude pour la sélection ghanéenne. À la CAN 1984, le Ghana perd ses deux premiers matchs contre le Nigeria et l'Algérie et est éliminé dès le premier tour de la compétition, même s'il sauve l'honneur en battant le Malawi (1-0). Pire encore, la sélection manque la qualification à trois phases finales de Coupe d'Afrique d'affilée, en 1986 face à la Côte d'Ivoire, 1988 face au Sierra Leone et 1990 face au Gabon.
En tour préliminaires de la Coupe du monde ce n'est pas plus brillant. En 1985, les Blacks Stars écartent d'abord la Côte d'Ivoire mais sont sortis au 3e tour par la Libye. Trois ans plus tard, ils sont battus dès le premier tour des qualifications par le Liberia.
À la fin des années 1980, le Ghana assiste à l’éclosion d'une nouvelle génération talentueuse, et notamment deux attaquants de très haut niveau : Anthony Yeboah et Abedi Pelé, qui s'imposent tous deux au plus haut niveau européen. Pièce maitresse de l'Olympique de Marseille et capitaine des Black Stars, Pelé est le 3e Ghanéen à remporter le Ballon d'or africain en 1991. Les Ghanéens font leur retour en Coupe d'Afrique en 1992. Ils écartent au premier tour la Zambie (1-0) et l'Égypte (1-0), puis le Congo (2-1) et le Nigeria (2-1) en quart et demi-finale. Cinq des six buts ont été marqués par Pelé et Yeboah. Privés de Pelé suspendu, les Black Stars sont tenus en échec en finale par la Côte d'Ivoire et s'inclinent finalement au bout d'une interminable série de tirs au but (0-0, tab 10-11),. Malgré tout, Pelé conserve en 1992 et 1993 son Ballon d'or africain, un triplé inédit dans l'histoire du trophée.
La même année 1992, le Ghana devient la première sélection africaine de football à décrocher une médaille olympique lors des Jeux de 1992 à Barcelone, dont le tournoi est dorénavant réservé aux joueurs de moins de 23 ans. Avec une sélection dont la moyenne d'âge n'atteint pas les 19 ans, mais qui compte notamment le jeune international Nii Lamptey et le jeune frère de Pelé Kwame Ayew, les Ghanéens sont battus en demi-finale par l'Espagne mais remportent la médaille de bronze en battant l'Australie (1-0) – c'est la seule médaille du Ghana à ces JO. En 1993 en Australie, les jeunes Ghanéens brillent encore en atteignant la finale de la Coupe du monde des moins de 20 ans.
Pourtant les Ghanéens sont une nouvelle fois éliminés lors des tours préliminaires à la Coupe du monde de football 1994 après deux défaites au Burundi (0-1) et en Algérie (1-2),. Qualifié pour la CAN 1994, le Ghana s'y incline en quart de finale, contre la Côte d'Ivoire une nouvelle fois (1-2). Deux ans plus tard, le Ghana termine quatrième du tournoi, éliminé en demi-finale par le pays-hôte et futur vainqueur, l'Afrique du Sud (0-3) puis par la Zambie en petite finale (0-1).
À l'été 1996, les Ghanéens sont encore des Jeux olympiques. Ils battent notamment l'Italie au premier tour mais s'inclinent en quart de finale face au Brésil de Ronaldo et Bebeto (0-3). En match de préparation, le 27 mars 1996, la sélection ghanéenne avait subi contre le même adversaire la plus large défaite de son histoire (2-8).
En juin 1997, les Black Stars échouent une nouvelle fois en éliminatoires de la Coupe du monde, après une défaite décisive au Maroc (1-0) dans un stade bondé (on parle de 110 000 supporteurs marocains). Début 1998, Abedi Pelé attaque sa dernière CAN. Les Ghanéens entament la compétition par une victoire sur la Tunisie (2-0) mais s'inclinent ensuite face au Togo (1-2) et à la RD Congo (0-1).
Peu de temps après Yeboah, Pelé arrête sa carrière internationale. Dans un contexte où la sélection est de longue date l'objet de jeux de pouvoir politique, les relations entre les deux vedettes s'étaient progressivement tendues, affectant l'ambiance au sein du groupe et ses résultats.

### La découverte de la Coupe du monde (depuis 2000)
En 2000, le Ghana est co-organisateur avec le Nigeria de la Coupe d'Afrique des nations. Au premier tour, joué à Accra, le Ghana est tenu en échec par le Cameroun (1-1) puis bat le Togo (2-0), ce qu'il lui assure une qualification pour la suite malgré une défaite face à la Côte d'Ivoire. En quart de finale à Kumasi, le Ghana est dominé par l'Afrique du Sud (0-1). En 2000-2001, le Ghana ne fait pas illusion lors du tour final des éliminatoires de la Coupe du monde, où il est notamment dominé par le Nigeria.
Les supporteurs trouvent un motif d'espoir en 2001 avec la finale de Coupe du monde des moins de 20 ans jouée, et finalement perdue face à l'Argentine, pays-hôte, par les jeunes ghanéens qui ont battu pendant le tournoi le Brésil et l’Égypte notamment. Plusieurs d'entre eux, notamment les milieux de terrain Michael Essien et Derek Boateng, participent à la CAN de 2002 au Mali. Après deux matchs nuls et vierges face au Maroc et l'Afrique du Sud, les Ghanéens arrachent leur qualification face au Burkina Faso grâce à un doublé de Boakye, mais s'inclinent en quart de finale face au Nigeria.
En 2003, le Ghana échoue à se qualifier à la CAN 2004. Cet échec signe le réveil des Black Stars. En 2005, la sélection reste invaincue (8 matchs, 5 victoires) alors qu'elle dispute les qualifications aux Coupe d'Afrique et Coupe du monde 2006, fusionnées dans une poule unique. En terminant en tête, devant la République démocratique du Congo, l'Afrique du Sud, le Burkina Faso, le Cap-Vert et l'Ouganda, le Ghana se qualifie aux deux tournois.

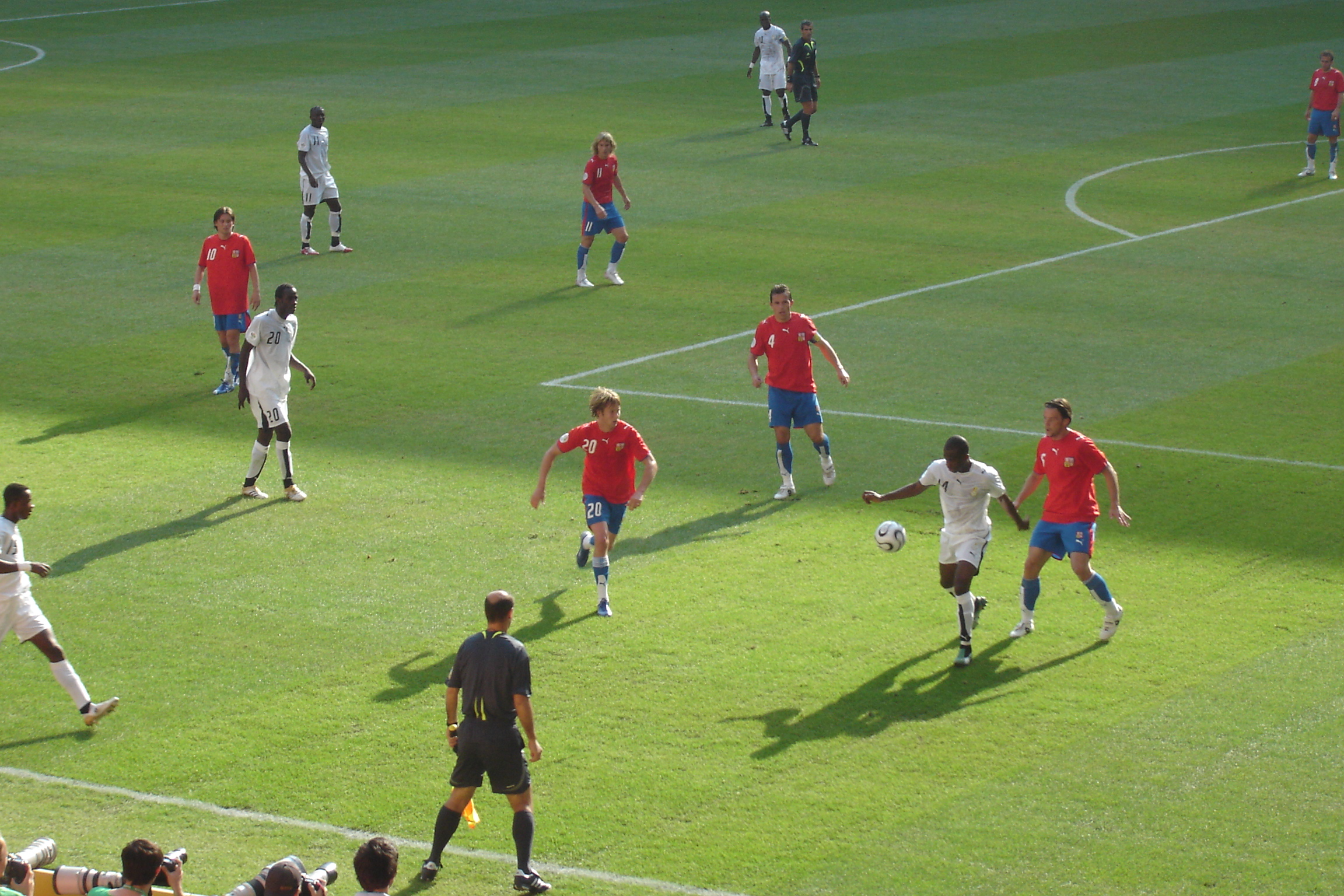
République tchèque-Ghana lors de la Coupe du monde 2006.

Un changement s'est opéré. Même si la 14e participation du Ghana à la Coupe d'Afrique, en janvier 2006, s'achève dès le premier tour, avec une seule victoire face au Sénégal et deux défaites, la nouvelle génération, symbolisée par les milieux de terrain Michael Essien et Stephen Appiah, attaque la première phase finale de Coupe du monde de l'histoire de la sélection avec ambition.
En Allemagne les Black Stars passent le premier tour en battant, contre toute attente, la République tchèque (2-0, grâce à des buts d'Asamoah Gyan dès la 2e minute de jeu puis de Sulley Ali Muntari à la 82e minute), puis les États-Unis, sur le score de 2-1 (buts de Haminu Draman et Stephen Appiah, sur penalty). Ils ne perdent que leur premier match de poule contre les futurs champions du monde italiens (0-2, buts d'Andrea Pirlo et de Vincenzo Iaquinta). Seule nation africaine à se qualifier pour les huitièmes de finale, le Ghana s'incline contre le Brésil, tenant du titre (0-3, buts de Ronaldo, Adriano et Zé Roberto). Le slogan du groupe était : Black Stars Monko, Yån Wiase Mu Nsroma en français : « Allez les Black Stars, les stars de notre monde ».

### L'après-Coupe du monde 2006
Après sa performance en Coupe du monde, le Ghana reste l'une des valeurs sûres du continent. Il est désigné pays-hôte de la CAN 2008 où il espère faire un bon parcours. Lors du premier tour, il bat successivement la Guinée en match d'ouverture (2-1), puis la Namibie (1-0) et le Maroc (2-0). En quart de finale, il s'impose contre le Nigeria (2-1). En demi-finale, bien qu'il domine tout le match, il perd contre le Cameroun (0-1, but d'Alain Nkong) et doit se contenter de la troisième place en battant Côte d'Ivoire 4 buts à 2.

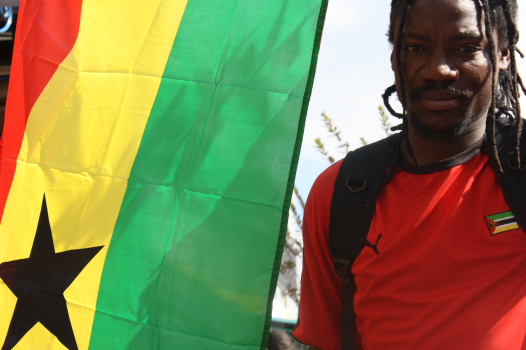
Supporter du Ghana lors de la Coupe du monde 2010.

Lors de la coupe du monde 2010, le Ghana tombe dans le Groupe D avec l'Allemagne, la Serbie et l'Australie. Elle bat la Serbie 1 à 0 sur un pénalty de Asamoah Gyan à la 85e minute, puis fait un match nul contre l'Australie (1-1), avant de perdre contre l'Allemagne par à un but de Mesut Özil à la 60e minute, ce qui n'empêche pas sa qualification pour les huitièmes de finale.
En huitièmes de finale, le Ghana l'emporte sur les États-Unis (2-1), ce qui permet aux Black Stars d'accéder aux quarts de finale pour la première fois de leur histoire. Il y sont éliminés par l'Uruguay aux tirs au but (1-1, 4-2). Durant ce match, l'uruguayen Luis Suárez commet une faute à la 120e minute alors que le score est de 1-1, en sauvant volontairement avec les mains une reprise de la tête du Ghanéen Dominic Adiyiah. Il écope naturellement d'un carton rouge. Asamoah Gyan manque la transformation du pénalty. Le score reste donc à 1-1 et le Ghana s'incline finalement aux tirs au but.
En 2014, le Ghana se qualifie une troisième fois d'affilée en Coupe du monde. Il termine dernier du groupe G, après un match nul 2-2 contre l'Allemagne et deux défaites 2-1 contre les États-Unis et le Portugal.
Le Ghana ne se qualifie pas pour la Coupe du monde 2018 en Russie, terminant troisième de leur groupe de qualification derrière l'Égypte et l'Ouganda. Lors de la Coupe d'Afrique des nations 2019 en Égypte, le Ghana dans la poule D affronta le Bénin (match nul 2-2) le Cameroun (match nul 0-0) et la Guinée-Bissau (victoire 2-0) Les Black stars terminèrent 1er du groupe. En 8es de finale ils furent sortis aux tirs au but par la Tunisie. Qualifié pour la Coupe d'Afrique des nations 2021 au Cameroun, les Ghanéens sortirent dès le premier tour pourtant dans un groupe abordable avec les Lions de l'Atlas du Maroc les Panthères du Gabon et les Comores. Tout de même, les Black stars emmené par le technicien local Otto Addo se qualifièrent pour la Coupe du monde 2022 au Qatar. En phase de groupe ils croisèrent le Portugal défaite 3-2, la Corée du Sud  victoire 3-2 et ils retrouvèrent 
l'Uruguay défaite 2-0. Les Ghanéens sortirent comme en 2014 au premier tour.

## Résultats

### Palmarès
| Compétitions internationales | Compétitions continentales | Trophées divers |
| - Coupe du monde de la FIFA (0) - Quart-de-finale en 2010 - Huitième-de-finale en 2006 - Premier tour en 2014 et en 2022 - Coupe des confédérations (0) - Aucune participation - Jeux olympiques (0) - Médaille de bronze en 1992 | - Coupe d'Afrique des nations (4) - Vainqueur en 1963, 1965, 1978 et 1982 - Finaliste en 1968, 1970, 1992, 2010 et 2015 - Troisième en 2008. - Championnat d'Afrique des nations (0) - Finaliste en 2009 et en 2014 - Jeux africains (0) - Médaille de bronze en 1978 | - Coupe d'Afrique de l'Ouest des nations (5) - Vainqueur en 1982, en 1983, en 1984, en 1986 et en 1987 - Coupe des nations de l'UFOA (2) - Vainqueur en 2013 et en 2017 - Finaliste en 2019 - Coupe CEDEAO (0) - Troisième en 1991 - Coupe COSAFA (0) - Quart-de-finaliste en 2015 - Tournoi de l'indépendance de l'Ouganda (1) - Vainqueur en 1962 - Tournoi Merdeka (0) - Finaliste en 1982 |

### Parcours enCoupe du monde

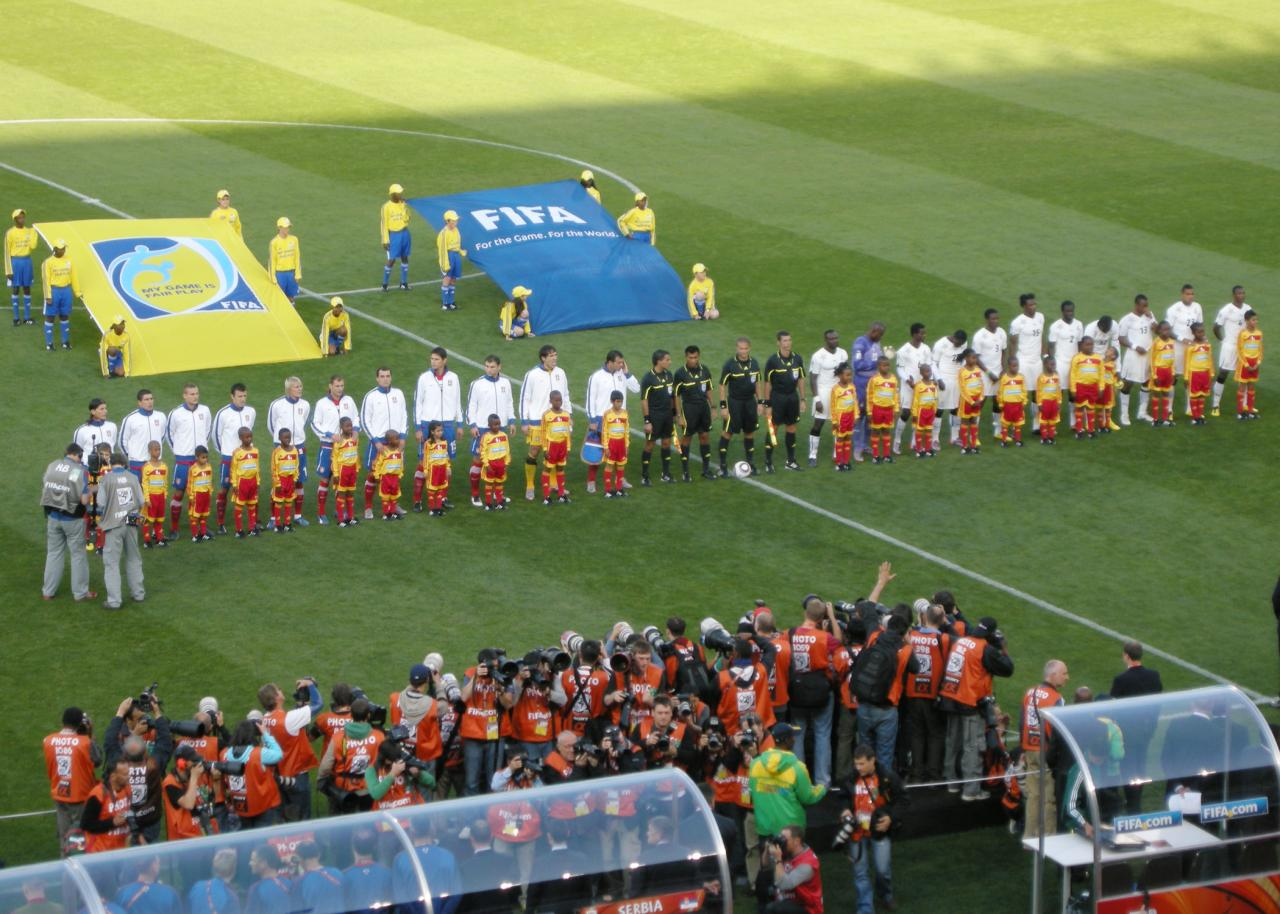
Ghana-Serbie en 2010.

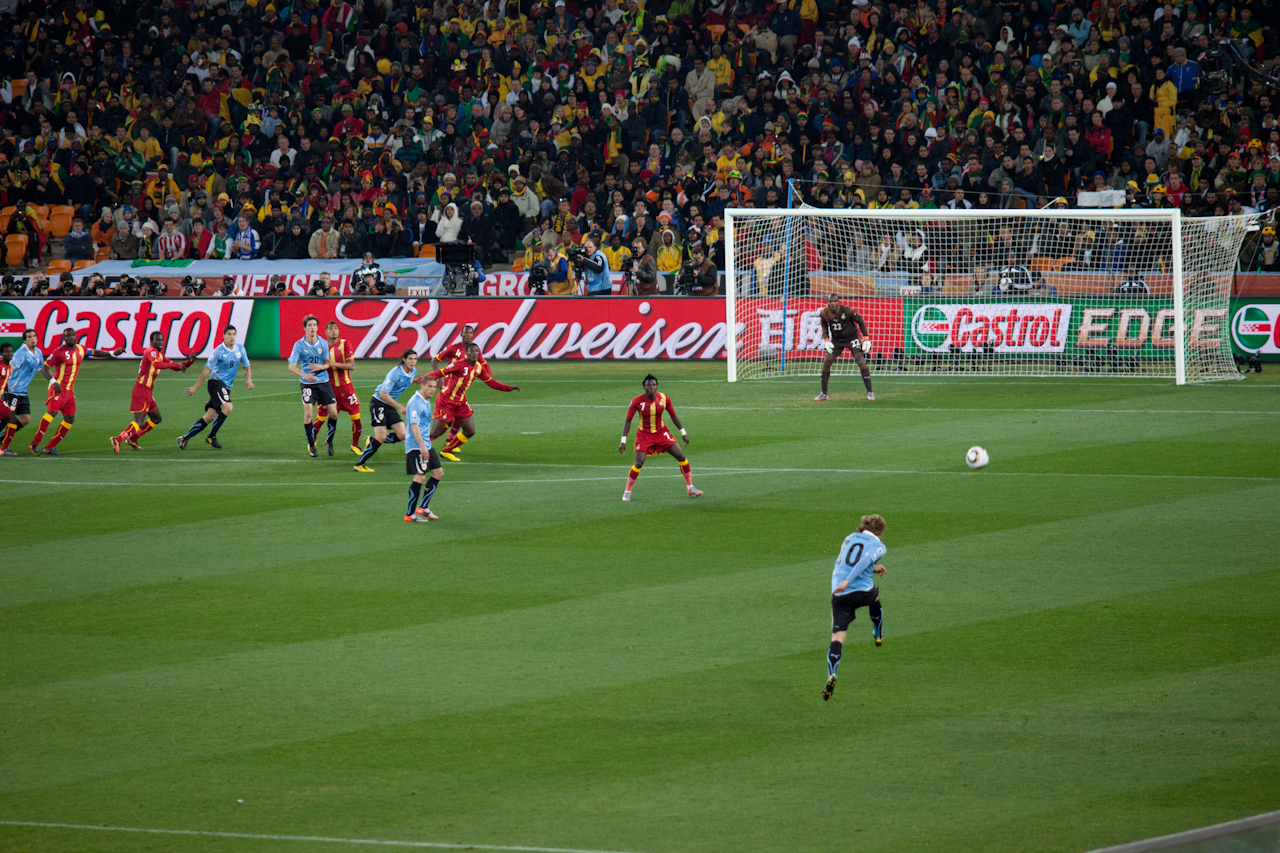
Ghana-Uruguay en 2010.

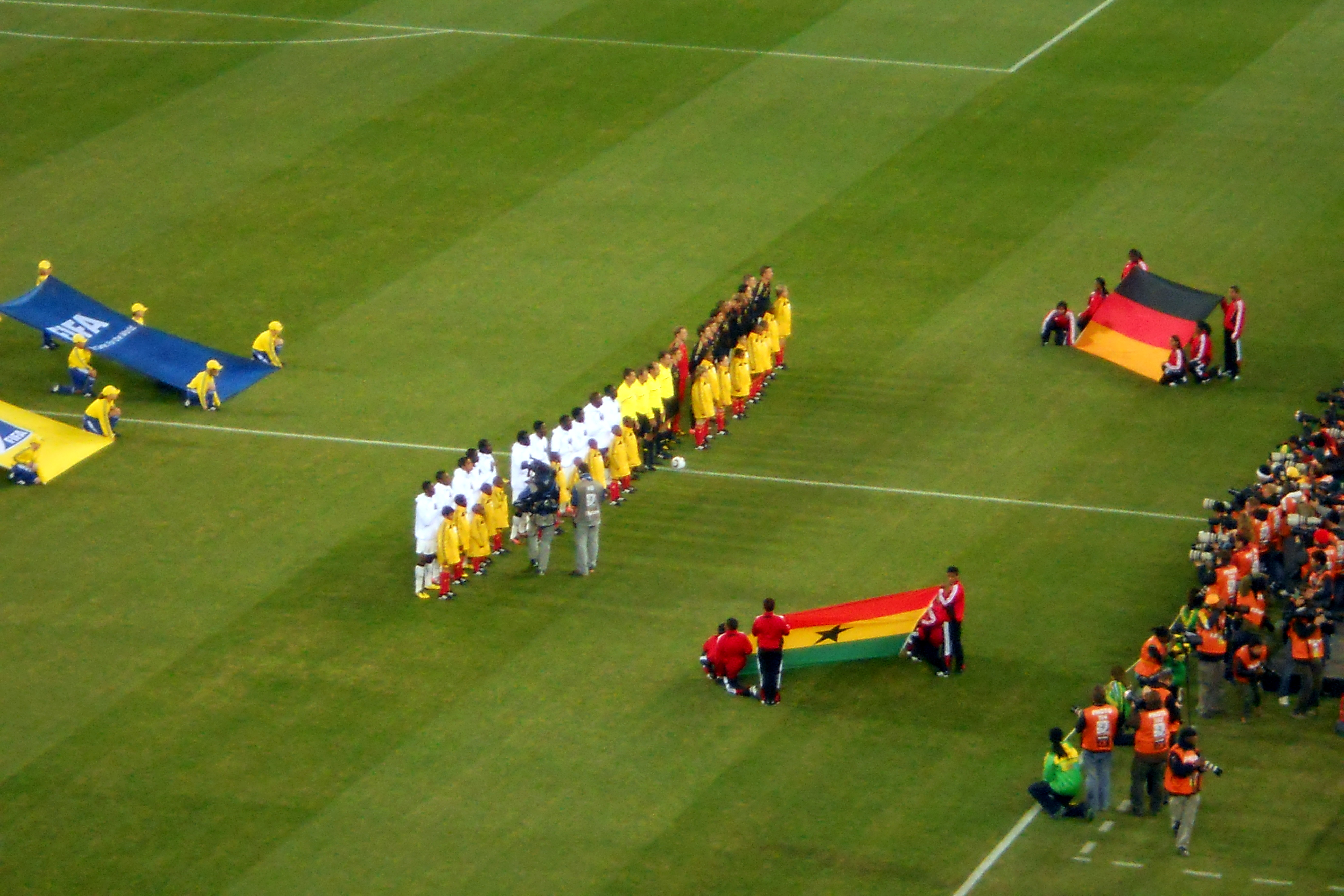
Allemagne - Ghana lors de la Coupe du monde 2010

Le tableau ci-contre récapitule les performances du Ghana en Coupe du monde, il ne prend en compte les coupes qu'à partir de son affiliation à la FIFA après l'indépendance du pays.
Le Ghana a attendu l'édition 2006 en Allemagne pour participer à sa première phase finale de son histoire, où il a atteint les huitièmes-de-finale, et réalisé la meilleure performance d'une sélection africaine lors de cette édition. Il est éliminé par le Brésil sur le score de 3-0.
Lors de la Coupe du monde 2010 en Afrique du Sud, le Ghana crée la sensation en étant la seule équipe africaine à passer le premier tour. Elle bat les États-Unis en huitième de finale avant de chuter contre l'Uruguay aux tirs-au-but au terme d'un match épique[réf. souhaitée]. Lors de ce match, le Ghana ouvre le score dans les arrêts de jeu de la première mi-temps grâce à un tir de 30 mètres de Sulley Muntari. Dix minutes après le retour des vestiaires, Diego Forlán remet les équipes à égalité avec un coup franc qui prend à contre-pied le gardien des Black Stars. À la fin du temps réglementaire, les équipes ne se sont toujours pas départagées. Durant les prolongations, les ghanéens se montrent plus frais que les uruguayens et pressent très haut sur le terrain. Malgré les actions offensives répétées, ils ne parviennent pas à concrétiser. À la dernière minute de la prolongation, le Ghana bénéficie d'un bon coup-franc excentré. Mensah centre dans la surface de réparation, Boateng le prolonge d'une tête vers l'arrière, le gardien uruguayen Muslera repousse sur Appiah qui reprend le ballon de volée mais l'attaquant uruguayen Luis Suárez contre le ballon sur la ligne de but. Adiyiah reprend de la tête ce ballon et alors que la balle file droit au but, le même Luis Suarez la repousse des mains. Il est expulsé et l'arbitre désigne le point de penalty. C'est Gyan qui se charge de le tirer. Il fait une frappe puissante qui heurte la barre transversale et sauve l'Uruguay. Lors de la séance des tirs-au-but, Gyan rattrapera sa bourde en inscrivant le premier penalty pour le Ghana mais cela ne les sauvera pas de l'élimination. L'Uruguay remporte le match 4-2.
Lors de la Coupe du monde 2014 au Brésil, le Ghana tombe dans un groupe relevé, avec l'un des favoris de cette coupe du monde l'Allemagne, le Portugal de Cristiano Ronaldo et les États-Unis, une équipe qui progresse beaucoup depuis l'an 2000. Lors du premier match, ils ne peuvent reproduire l'exploit de l'autre coupe du monde face aux américains et perdent 2-1. Le second match est un combat face à l'Allemagne et ils font match nul 2-2 après avoir mené 2-1 à la 63e minute et tenu 8 min. Le Ghana doit impérativement battre le Portugal s'il veut se qualifier pour les 8e de final. Cependant, le Portugal est dans le même cas. Alors que le Ghana tenait le point de match nul (1-1), Ronaldo surgit pour marquer le but de la victoire à 10 min de la fin. Le bilan de cette coupe de monde est plus que mitigé. S'ils peuvent se réjouir d'avoir tenu tête au champion du monde, ils peuvent se dire, aussi, qu'ils ont raté une chance de se qualifier pour la 3e fois en 8e de final de suite puisqu'à chacun de leurs 3 matchs (avant la fin du match), ils ont fait 1-1 (États-Unis/Portugal), et menés 2-1 (Allemagne).
| Année | Position          |      | Année             | Position |                    | Année | Position |
| 1930  | Non inscrit       | 1970 | Tour préliminaire | 2002     | Tour préliminaire  |       |          |
| 1934  | Non inscrit       | 1974 | Tour préliminaire | 2006     | Huitième de finale |       |          |
| 1938  | Non inscrit       | 1978 | Tour préliminaire | 2010     | Quart de finale    |       |          |
| 1950  | Non inscrit       | 1982 | Tour préliminaire | 2014     | 1er tour           |       |          |
| 1954  | Non inscrit       | 1986 | Tour préliminaire | 2018     | Tour préliminaire  |       |          |
| 1958  | Non inscrit       | 1990 | Tour préliminaire | 2022     | 1er tour           |       |          |
| 1962  | Tour préliminaire | 1994 | Tour préliminaire | 2026     | À venir            |       |          |
| 1966  | Non qualifiée     | 1998 | Tour préliminaire |          |                    |       |          |

### Parcours enCoupe d'Afrique

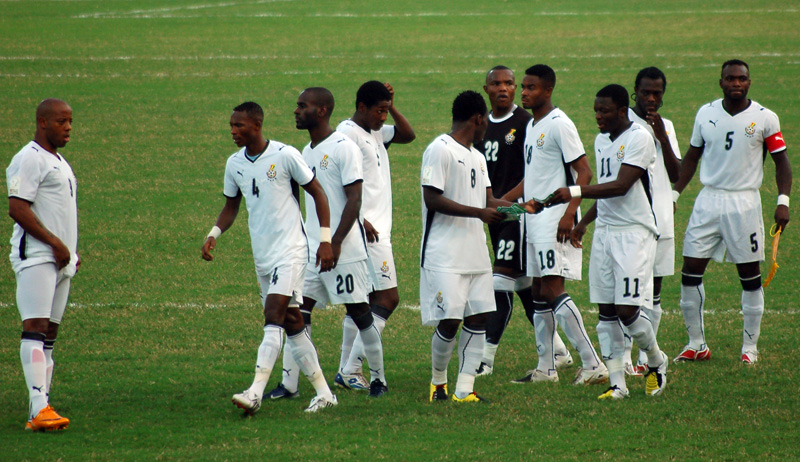
Les Black Stars avant le match face au Nigeria lors de la CAN 2008.

Le tableau ci-contre récapitule les performances du Ghana en Coupe d'Afrique, il ne prend en compte les coupes qu'à partir de sa première participation aux éliminatoires c'est-à-dire 1962. Le Ghana est la seconde nation africaine aux nombres de phases finales disputées avec seize participations (seule l'Égypte fait mieux avec 21 participations), elle est également la seconde nation africaine avec le Cameroun aux nombres de titres remportées (4 titres : 1963, 1965, 1978 et 1982) derrière l'Égypte.
La meilleure participation des Black Stars reste en 1965 lorsque les Black Stars du Ghana ont gagné tous leurs matchs et n'ont encaissé que deux buts. Ils ont fini champions d'Afrique cette année avec une des meilleures générations de ce pays. Quant à la pire participation de cette nation à la coupe la plus importante en Afrique la Coupe d'Afrique des nations de football reste en 2006 lorsque les Black Stars du Ghana sont partis chez eux dès les phases de poules avec comme performances 2 défaites, 1 nul et 1 but marqué 6 buts encaissés. En 2024 la selection ghanéenne est éliminée pour sa participation à la phase finale de la coupe d'Afrique des nations Maroc 2025 au terme d'un match nul (1-1) disputé à Luanda contre l'Angola lors de la 5e journée des éliminatoires de la CAN 2025.
| Année | Position          |      | Année             | Position |                    | Année | Position |
| 1957  | Non inscrit       | 1982 | Vainqueur         | 2006     | 1er tour           |       |          |
| 1959  | Non inscrit       | 1984 | 1er tour          | 2008     | Demi-finale (3e)   |       |          |
| 1962  | Non qualifié      | 1986 | Tour préliminaire | 2010     | Finaliste          |       |          |
| 1963  | Vainqueur         | 1988 | Tour préliminaire | 2012     | Demi-finale (4e)   |       |          |
| 1965  | Vainqueur         | 1990 | Tour préliminaire | 2013     | Demi-finale (4e)   |       |          |
| 1968  | Finaliste         | 1992 | Finaliste         | 2015     | Finaliste          |       |          |
| 1970  | Finaliste         | 1994 | Quart de finale   | 2017     | Demi-finale (4e)   |       |          |
| 1972  | Tour préliminaire | 1996 | Demi-finale (4e)  | 2019     | Huitième de finale |       |          |
| 1974  | Tour préliminaire | 1998 | 1er tour          | 2021     | 1er tour           |       |          |
| 1976  | Tour préliminaire | 2000 | Quart de finale   | 2023     | 1er tour           |       |          |
| 1978  | Vainqueur         | 2002 | Quart de finale   | 2025     | À venir            |       |          |
| 1980  | 1er tour          | 2004 | Non qualifié      | 2027     | À venir            |       |          |

### Statistiques
La plus large victoire du Ghana est obtenue le 12 décembre 1965 13-0 contre le Kenya. La plus large défaite date du 2 octobre 1968 face à la Bulgarie (0-10).

### Classement FIFA
| Année              | 1993 | 1994 | 1995 | 1996 | 1997 | 1998 | 1999 | 2000 | 2001 | 2002 | 2003 | 2004 | 2005 | 2006 | 2007 | 2008 | 2009 | 2010 | 2011 | 2012 | 2013 | 2014 | 2015 | 2016 | 2017 | 2018 | 2019 | 2020 |
| ------------------ | ---- | ---- | ---- | ---- | ---- | ---- | ---- | ---- | ---- | ---- | ---- | ---- | ---- | ---- | ---- | ---- | ---- | ---- | ---- | ---- | ---- | ---- | ---- | ---- | ---- | ---- | ---- | ---- |
| Classement mondial | 37   | 26   | 29   | 25   | 57   | 48   | 48   | 57   | 59   | 61   | 78   | 77   | 50   | 28   | 43   | 25   | 34   | 16   | 29   | 30   | 24   | 37   | 33   | 53   | 50   | 51   | 47   | 52   |
| Classement CAF     | 9    | 5    | 6    | 4    | 8    | 8    | 6    | 10   | 9    | 9    | 16   | 16   | 9    | 6    | 8    | 4    | 6    | 2    | 2    | 4    | 2    | 5    | 3    | 9    | 8    | 6    | 6    | 8    |

## Couleurs
Le Ghana joue habituellement avec un équipement entièrement blanc (maillot, short et bas). L'équipementier de l'équipe du Ghana en 2010 est Puma.

Maillot domicile 2008
Maillot extérieur 2008
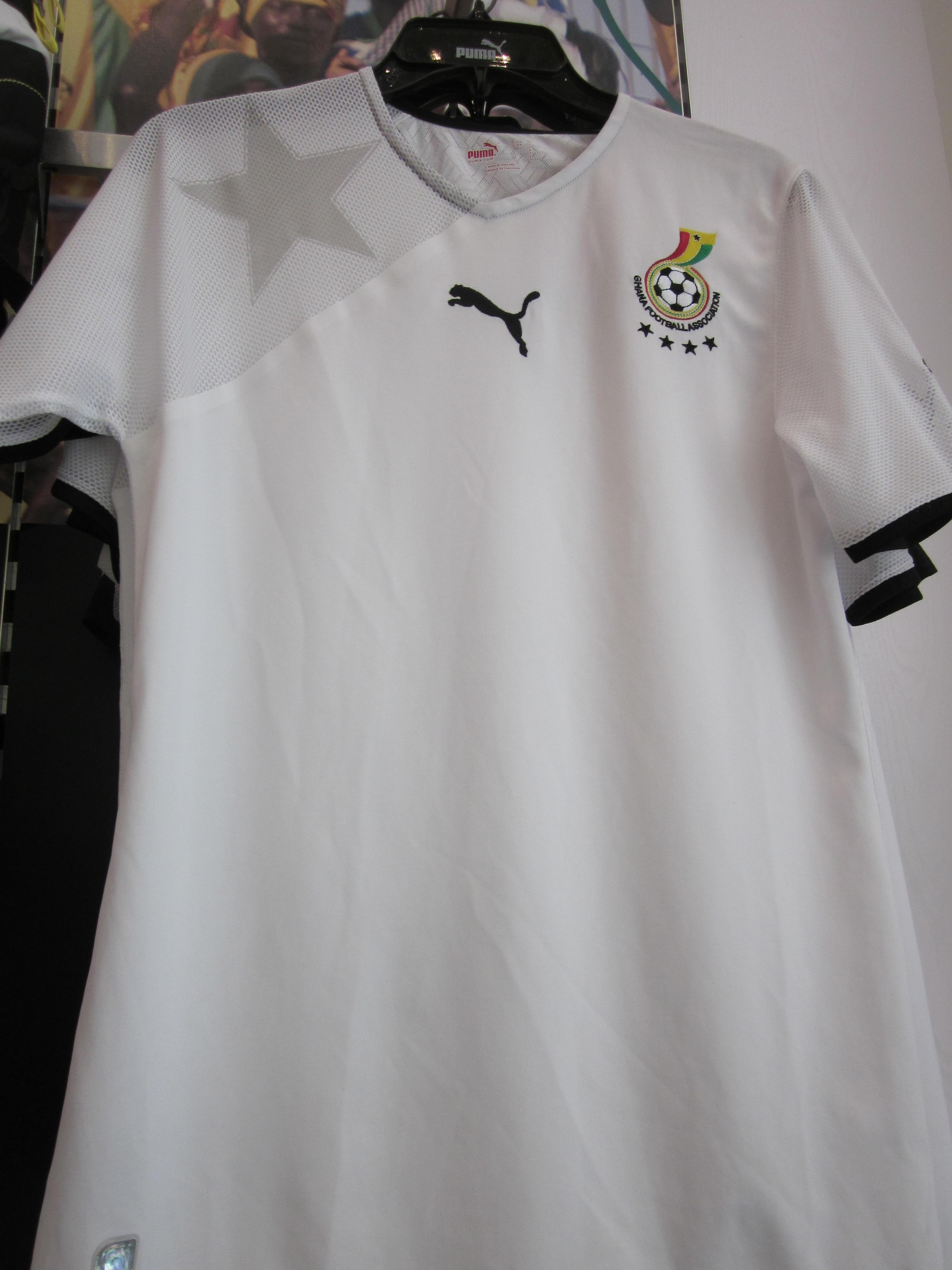
Maillot 2010
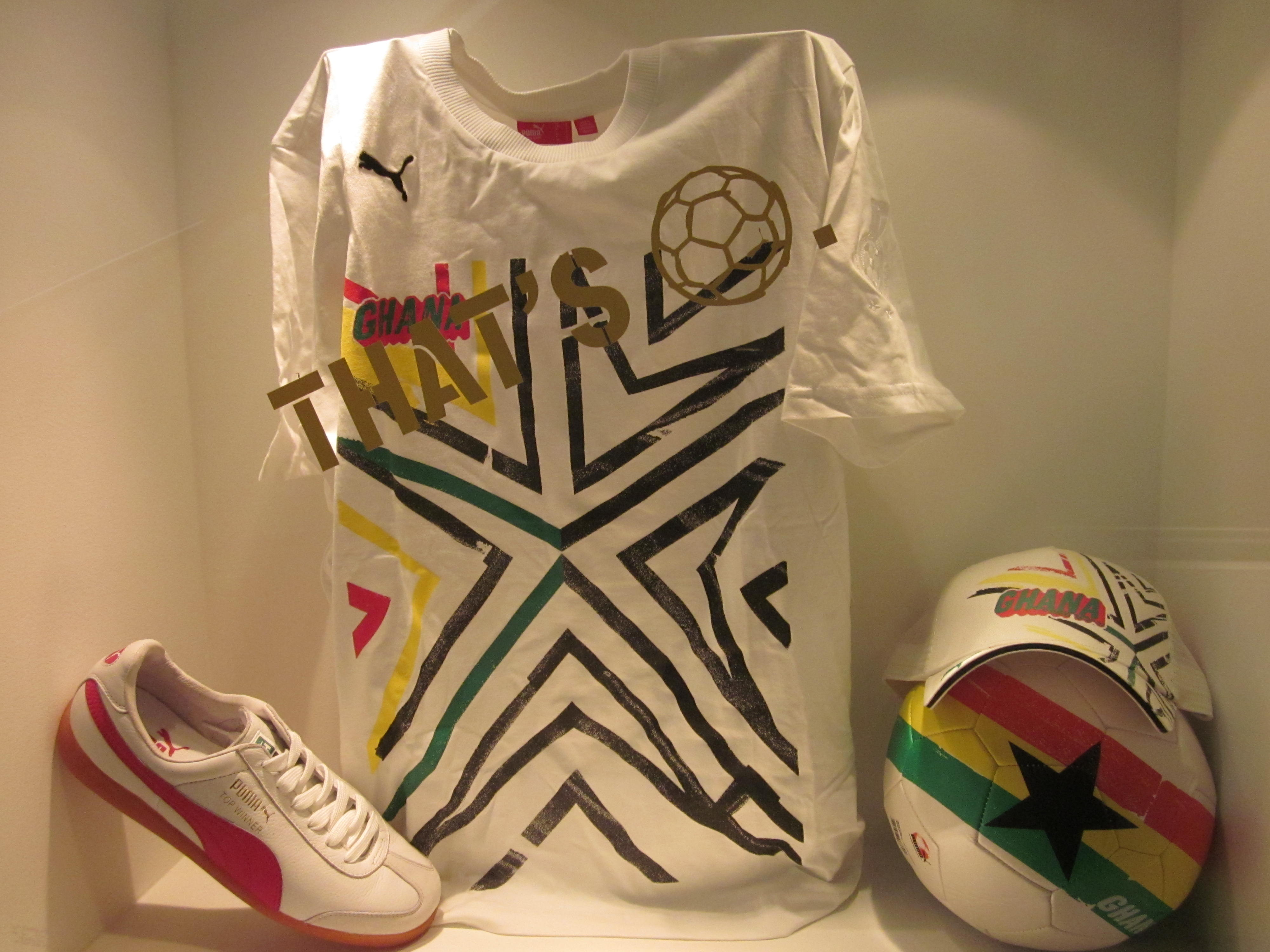
Puma 2010 Coupe du monde maillot souvenirs

## Personnalités

### Sélectionneurs
Les Ghanéens Charles Kumi Gyamfi (en 1963, 1965 et 1982) et Fred Osam-Duodu sont les deux sélectionneurs du Ghana à avoir remporté la Coupe d'Afrique des nations. En 2010 le Serbe Milovan Rajevac conduit la sélection en finale de la CAN puis en quart de finale de la Coupe du monde, son meilleur résultat jusqu'à maintenant.
| Période                    | Nom                          |
| -------------------------- | ---------------------------- |
| depuis mars 2024           | Otto Addo                    |
| fev. 2023-jan. 2024        | Chris Hughton                |
| fev. 2022-dec. 2022        | Otto Addo                    |
| sep. 2021-jan. 2022        | Milovan Rajevac              |
| jan. 2020-sep. 2021        | Charles Akkonor              |
| avril 2017-décembre 2019   | James Kwesi Appiah           |
| novembre 2014-février 2017 | Avram Grant                  |
| 2012–2014                  | James Kwesi Appiah           |
| 2011–2012                  | Goran Stevanović             |
| 2010–2011                  | James Kwesi Appiah (interim) |
| 2008–2010                  | Milovan Rajevac              |
| 2008                       | Sellas Tetteh (interim)      |
| 2006–2008                  | Claude Le Roy                |
| 2004–2006                  | Ratomir Dujković             |
| 2004                       | Sam Arday (interim)          |
| 2004                       | Mariano Barreto              |
| 2003                       | Ralf Zumdick                 |
| 2003                       | Burkhard Ziese               |
| 2002                       | Emmanuel Kwasi               |
| 2002                       | Milan Živadinović            |
| 2001–2002                  | Fred Osam-Duodu              |
| 2001                       | Cecil Jones Attuquayefio     |
| 2000                       | Fred Osam-Duodu              |
| 1999–2000                  | Giuseppe Dossena             |
| 1997–1998                  | Rinus Israël                 |
| 1996–1997                  | Sam Arday                    |
| 1996                       | Ismael Kurtz                 |
| 1995                       | Petre Gavrilla               |
| 1994                       | E.J. Aggrey-Fynn             |
| 1993–1994                  | Jørgen E. Larsen             |
| 1993                       | Fred Osam-Duodu              |
| 1992–1993                  | Otto Pfister                 |
| 1990–1992                  | Burkhard Ziese               |
| 1988–1989                  | Fred Osam-Duodu              |
| 1986–1987                  | Rudi Gutendorf               |
| 1984-1986                  | Herbert Addo                 |
| 1984-1984                  | Emmanuel Kwasi               |
| 1982–1983                  | C. K. Gyamfi                 |
| 1978–1981                  | Fred Osam-Duodu              |
| 1977–1978                  | O. C. Sampaio                |
| 1974–1975                  | Karl-Heinz Weigang           |
| 1973–1974                  | Nicolae Nicuşor Dumitru      |
| 1968–1970                  | Karl-Heinz Marotzke          |
| 1967                       | Carlos Alberto Parreira      |
| 1963 – 1965                | C. K. Gyamfi                 |
| 1963                       | József Ember                 |
| 1959–1962                  | Adreas Sjolberg              |
| 1958–1959                  | George Ainsley               |

### Joueurs emblématiques

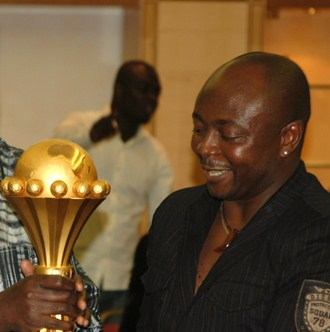
Abedi Pelé tenant la Coupe d'Afrique.

Parmi les joueurs de football ayant marqué l'histoire de la sélection, trois ont remporté le Ballon d'or africain : Abedi Pelé en 1991, 1992 et 1993 ; Ibrahim Sunday en 1971 et Karim Abdul Razak en 1978. Abedi Pelé est en 1992 le premier vainqueur du trophée du Joueur africain de l'année, qui remplace le Ballon d'or africain. Il est également le seul Ghanéen à apparaître dans la liste FIFA 100, publiée en 2004.
En 2007 la CAF publie à l'occasion de son cinquantenaire la liste des 30 footballeurs africains de la période 1957-2007. Cinq sont Ghanéens : l'ailier Abedi Pelé (5e), le milieu de terrain Michael Essien (11e), l'attaquant Anthony Yeboah (24e), le milieu de terrain Karim Abdul Razak (26e) et le défenseur Samuel Kuffour (27e).
| Rang | Joueur                 | Carrière  | Sélections |
| ---- | ---------------------- | --------- | ---------- |
| 1    | André Ayew             | 2007-     | 119        |
| 2    | Asamoah Gyan           | 2003-2019 | 109        |
| 3    | Jordan Ayew            | 2009-     | 100        |
| 4    | Richard Kingson        | 1996-2011 | 93         |
| 5    | John Paintsil          | 2001-2013 | 91         |
| 6    | Harrison Afful         | 2008-2018 | 84         |
| 6    | Sulley Muntari         | 2002-2014 | 84         |
| 8    | John Mensah            | 2001-2012 | 83         |
| 9    | Emmanuel Agyemang-Badu | 2008-2017 | 79         |
| 10   | Kwadwoh Asamoah        | 2008-2019 | 74         |

| Rang | Joueur            | Carrière  | Buts |
| ---- | ----------------- | --------- | ---- |
| 1    | Asamoah Gyan      | 2003-2019 | 51   |
| 2    | Edward Acquah     | 1956-1964 | 45   |
| 3    | Kwasi Owusu       | 1968-1976 | 36   |
| 4    | Karim Abdul Razak | 1975-1987 | 25   |
| 5    | André Ayew        | 2007-     | 24   |
| 6    | Jordan Ayew       | 2009-     | 22   |
| 7    | Wilberforce Mfum  | 1960-1968 | 20   |
| 7    | Sulley Muntari    | 2002-2014 | 20   |
| 9    | Osei Kofi         | 1964-1973 | 19   |
| 9    | Abedi Pelé        | 1981-1998 | 19   |

Les joueurs en gras sont encore en activité.
Autres joueurs importants[réf. nécessaire]
- Opoku Afriyie (a)
- Mohammed « Polo » Ahmed (a)
- Charles Akonor (d)
- George Alhassan (a)
- Ofei Ansah (d)
- Kwesi Appiah (d)
- Stephen Appiah (m)
- Kwame Ayew (a)
- Anthony Baffoe (d)
- Nii Lamptey (m)
- Robert Mensah (g)
- Arthur Moses (a)
- Opoku Nti (m)
- Alex Nyarko (m)
- Charles Addo Odametey (m)
- Prince Polley (a)
- Baba Yara (m)